# Party Girl (canción de McFly)
«Party Girl»  —en español: «Chica fiestera»— es el primer single extraído del quinto álbum de estudio de la banda británica McFly, titulado Above the Noise. Fue lanzado en septiembre de 2010, en los formatos descarga digital y CD sencillo. «Party Girl» también se incluye en los álbumes recopilatorios Pop Party 8 y Now That's What I Call Music! 77 y aparece en las series Pretty Little Liars y Eastenders.

## Antecedentes y lanzamiento
Después de la publicación de «Falling in Love», McFly volvió a los estudios de grabación. El 22 de enero de 2010, se anunció que la banda regresaba a su antiguo sello discográfico Island Records. Esa misma tarde se reveló que el nuevo contrato involucraba un reparto 50/50 que considera que todas las ganancias, excepto división editorial entre Universal y McFly, incluyendo el dinero de las giras, las ventas de discos, el merchandising y el patrocinio. La banda trabajó con el productor Dallas Austin en su quinto álbum de estudio. El 9 de julio, Tom Fletcher y Dougie Poynter confirmaron en Twitter que el primer sencillo del álbum se llamaría «Party Girl», escrito en Atlanta con Dallas Austin. Según el mismo Austin «Party Girl» es la única pista en el álbum «con un gran sonido orientado al dance». La inspiración para la composición de la canción surgió de una chica que encontraron en un club de Atlanta.

## Recepción
Nick Levine, de Digital Spy, describió «Party Girl» como «una deliciosa mezcla de sintetizadores y riffs de guitarra» y que la banda «suena completamente renovada», mientras que el diario The Sun la calificó de un «R&B futurista». Dan Wootton, de News of the World, reflejó que la canción era «muy Gagaresca», añadiendo que  McFly está haciendo «un gran retorno a la pop». En el Daily Star, Natalie Edwards también comparó el single con la música de Lady Gaga, escribiendo, «el resultado es una inmensa canción de baile, llena de 'Ooh-oohs' tipo 'Bad Romance'»".

## Promoción
La canción se estrenó el miércoles 14 de julio en la BBC Radio 1 y un clip de un minuto de duración fue publicado en la página MySpace de McFly. El mismo día, InDemand estrenó la canción completa. McFly promocionó «Party Girl» tocando en vivo en GMTV, KFC Crushems, This Morning, Suck My Pop, Big Brother's Little Brother y Magic Numbers.

## Lista de canciones
| CD Single (Super 2749502) |                                        |          |  |
| N.º                       | Título                                 | Duración |  |
| 1.                        | «Party Girl» (edición para radio)      | 3:15     |  |
| 2.                        | «Sunny Side of the Street» (Home Demo) | 3:14     |  |

| Maxi Single (Super 2749502) |                                      |          |  |
| N.º                         | Título                               | Duración |  |
| 1.                          | «Party Girl» (edición para radio)    | 3:15     |  |
| 2.                          | «Hotel on a Hill»                    | 1:30     |  |
| 3.                          | «Party Girl» (Danny Jones Remix)     | 3:54     |  |
| 4.                          | «Party Girl» (Doman & Gooding Remix) | 5:28     |  |

| Vinilo 7 pulgadas (Super 2750264) |                                   |          |  |
| N.º                               | Título                            | Duración |  |
| 1.                                | «Party Girl» (edición para radio) | 3:14     |  |

## Vídeo musical
McFly grabó un corto de 30 minutos de duración titulado Nowhere Left to Run, de temática vampírica y en el cual Harry Judd es el protagonista, que fue estrenado el 15 de octubre. El vídeo oficial de «Party Girl» está compuesto por escenas de la película, junto con imágenes de la banda actuando, y se emitió por primera vez el 19 de agosto de 2010, en MSN. El 3 de septiembre, la banda publicó en su canal oficial de Youtube una versión censurada del vídeo, que tuvo que ser recortado para poder emitirse en televisión. Entre las localizaciones utilizadas para grabar el vídeo destaca el castillo del siglo XVI Bruce Castle Museum en Tottenham, Londres y la iglesia All Hallows Parish Church. 
La banda recibió el premio de «mejor vídeo de 2010» en los 4Music Video Honours.

## Historial de Lanzamientos
| País        | Fecha                   | Discográfica    | Formato                  |
| ----------- | ----------------------- | --------------- | ------------------------ |
| Irlanda     | 2 de septiembre de 2010 | Island Records  | Descarga digital, CD     |
| Reino Unido | 5 de septiembre de 2010 | Island Records  | CD, Descarga digital, 7" |
| España      | 5 de septiembre de 2010 | Universal Music | Descarga digital         |

## Posicionamiento en las listas de ventas
«Party Girl» debutó en la Irish Singles Chart, el 10 de septiembre de 2010 en el número #31. El 12 de septiembre, el sencillo debutó en la UK Singles Chart en el número #6, con unas ventas de más de 40.000 ejemplares. En su segunda semana, el sencillo cayó 7 lugares al número #13, por lo tanto sólo se mantuvo una semana en el Top 10.
| Lista de ventas                        | Posición más alta |
| -------------------------------------- | ----------------- |
| Eurochart Hot 100 Singles              | 20                |
| Irlanda (IRMA)                         | 31                |
| Portugal Singles Top 50                | 14                |
| Escocia (Scottish Singles Sales Chart) | 6                 |
| Reino Unido (UK Singles Chart)         | 6                 |
| UK Singles End of the Year Chart 2010  | 193               |

## Personal
- Danny Jones - compositor, guitarra, voz, coros.
- Tom Fletcher - compositor, guitarra, voz, coros.
- Harry Judd - batería, percusión.
- Dougie Poynter - compositor, bajo, coros.
- Dallas Austin - compositor, teclado, productor.
- Rick Sheppard - grabación, programación.
- Jason Perry - voces, guitarras y batería adicionales.